# Kaschchatau
Kaschchatau (russisch Кашхатау, karatschai-balkarisch Къашхатау) ist eine Siedlung städtischen Typs in der Republik Kabardino-Balkarien (Russland) mit 5295 Einwohnern (Stand 14. Oktober 2010).

## Geografie
Die Siedlung liegt an der Nordseite des Großen Kaukasus knapp 20 km Luftlinie südlich des Zentrums der Republikhauptstadt Naltschik am Tscherek, einem rechten Nebenfluss des Baksan.
Kaschchatau ist Verwaltungszentrum des Rajons Tscherekski, der den östlichen Abschnitt des im Hochgebirge liegenden Teil der Republik einnimmt. Der größte Teil der Einwohner des Rajons wie auch der Siedlung sind Balkaren.

## Geschichte
Kaschchatau entstand aus einem alten balkarisches Dorf. Das genaue Gründungsjahr ist unbekannt, Archivmaterialien deuten auf das 17. Jahrhundert hin.
Im Zusammenhang mit der Deportation des gesamten balkarischen Volkes nach Zentralasien wurde es 1944 in Sowetskoje umbenannt. Diesen Namen behielt der Ort auch nach der Rehabilitierung und Rückkehr der Balkaren ab 1957. Erst auf Anordnung des Präsidiums des Obersten Sowjets der RSFSR vom 16. Dezember 1991 wurde die ursprüngliche Bezeichnung wiederhergestellt. Seit 1964 besitzt der Ort den Status einer Siedlung städtischen Typs.

### Bevölkerungsentwicklung
| Jahr | Einwohner |
| ---- | --------- |
| 1959 | 3065      |
| 1970 | 3693      |
| 1979 | 3857      |
| 1989 | 4412      |
| 2002 | 5211      |
| 2010 | 5295      |

Anmerkung: Volkszählungsdaten

## Sehenswürdigkeiten
Kaschchatau liegt an der Zufahrt zu dem am Oberlauf des Tscherek und seiner Zuflüsse liegenden Teil des Großen Kaukasus, mit Bergen wie Dychtau (zweithöchster Berg Russlands) und Schchara (auf der Staatsgrenze liegender höchster Berg Georgiens, Zugang von Norden), sowie der sich dort über zwölf Kilometer erstreckenden Besengiwand, die sich steil bis zu 3000 Höhenmeter über den gleichnamigen Gletscher (auch Ullu-Tschiran) erhebt. In der Siedlung hat die Verwaltung des Kabardino-Balkarischen Hochgebirgs-Sapowedniks ihren Sitz, eines 1976 geschaffenen, 82.642 Hektar großen Naturschutzgebietes in diesem Gebirgsteil.

## Wirtschaft und Infrastruktur
Zwischen 1993 und 2010 wurde von RusHydro am Tscherek bei Kaschchatau das gleichnamige Wasserkraftwerk mit einer Leistung von 65,1 Megawatt errichtet, das eine Kaskade mit einem weiteren, einige Kilometer flussabwärts beim Dorf Auschiger liegenden Kraftwerk mit einer Leistung von 63,5 Megawatt bildet, das 2002 fertiggestellt wurde. Im Ort gibt es eine holzverarbeitende Fabrik (Buchenholzparkett).
Durch Kaschchatau führt die Regionalstraße R291, die bei Naltschik von der Magistrale M29 abzweigt, über Auschiger dem linken Tscherekufer aufwärts folgt und südlich von Kaschchatau weiter über Babugent nach Werchnjaja Balkarija führt.